# Erik Hartvall
Knut Erik Hartvall (nacido como Pekka Hartvall; 18 de febrero de 1875-18 de febrero de 1939) fue un deportista finlandés que compitió en vela en la clase 12 Metre. Participó en los Juegos Olímpicos de Estocolmo 1912, obteniendo una medalla de bronce en la clase 12 Metre.

## Palmarés internacional
| Juegos Olímpicos | Juegos Olímpicos   | Juegos Olímpicos  | Juegos Olímpicos |
| Año              | Lugar              | Medalla           | Clase            |
| ---------------- | ------------------ | ----------------- | ---------------- |
| 1912             | Estocolmo (Suecia) | Medalla de bronce | 12 Metre         |